# Потапово (Щёлково)
Потапово — бывшая деревня, сейчас являющаяся частью города Щёлково Московской области.
Помимо данного Потапово-1, в Щёлково имеется и микрорайон Потапово-2.

## География
Расположена на реке Клязьме, к востоку от центра города и к северо-западу от микрорайона Щёлково-3.
Квартал Потапово состоит из 2 улиц — Потаповской и Правобережной.

## История
В середине XIX века деревня Потапово 1-е относилось ко 2-му стану Богородского уезда Московской губернии и принадлежало департаменту государственных имуществ. В деревне было 14 дворов, 74 души мужского пола и 101 женского.
В «Списке населённых мест» 1862 года — казенная деревня 2-го стана Богородского уезда Московской губернии по левую сторону от Стромынского тракта (из Москвы в Киржач), в 25 верстах от уездного города и 3 верстах от становой квартиры, при реке Клязьме, 20 дворов и 200 жителей (85 мужчин, 115 женщин).
В 1869 году Потапово — деревня Гребеневской волости 3-го стана Богородского уезда с 37 дворами, 1 каменным и 36 деревянными домами, лавкой и 233 жителями (117 мужчин, 116 женщин), из них 15 грамотных мужчин и 6 женщин. Имелось 20 лошадей, 22 единицы рогатого скота и 18 мелкого, а также 172 десятина и 1440 саженей земли, из которой 73 десятины и 2160 саженей пахотной.
19 апреля 1978 года из Гребневского сельсовета деревня была передана в состав города Щёлково.

## Население
В 1913 году в деревне 1-е Потапово — 52 двора и мукомольная мельница.
По материалам Всесоюзной переписи населения 1926 года — деревня Потапово I, центр 1-го Потаповского сельсовета Щёлковской волости Московского уезда в 2 км от Стромынского шоссе и в 2,5 км от станции Щёлково Северной железной дороги, проживал 351 житель (164 мужчины, 187 женщин) в 64 хозяйствах (из них 63 крестьянских).